# Deflexula pennata
Deflexula pennata är en svampart som först beskrevs av Henn., och fick sitt nu gällande namn av Corner 1952. Deflexula pennata ingår i släktet Deflexula och familjen mattsvampar.   Inga underarter finns listade i Catalogue of Life.